# Juan Carlos Colombo (actor)
Juan Carlos Colombo (San Juan; 7 de noviembre de 1950) es un actor argentino radicado en México.

## Biografía
Llegó a México en 1975 y estudió en el Centro Universitario de Teatro de la UNAM.
Debutó en cine en 1978 con la película Damiana, en la televisión en 1990 con La hora marcada y en el teatro en 1979 con La historia de la aviación. Ha trabajado con grandes directores como Julio Castillo, Sabina Berman, Sergio Zurita, Luis Estrada y Carlos Carrera.

## Vida personal
Es el padre del actor y cantante Felipe Colombo Eguía, a quien tuvo con la actriz de teatro y vestuarista mexicana Patricia Eguía.

## Filmografía

### Televisión
- Lotería del crimen (2025) - Higinio "El Forense"[1]
- Somos oro (2024) - Abogado Jimenez Brito[2]
- Un extraño enemigo (2022) - Eugenio Garza Sada[3]
- Pena ajena (2022) - Gonzalo[4]
- Las Bravas FC (2022) - Astolfo[5]
- Los enviados (2021) - Mayor Vilaró[6]
- Luis Miguel: la Serie (2021) - Octavio Robles
- Monarca (2021) - Don Everardo Santini
- Aquí en la Tierra (2020) - Manrique Bousquet
- Mi querida herencia (2019) - Ejecutivo
- Sitiados: México (2019) - Inquisidor
- Silvia Pinal, frente a tí (2019) - Director
- Falco (2018) - Elías Falco
- José José: el príncipe de la canción (2018) - Carlos Herrera Calles
- Ay Güey, chicas bien (2017) - Lic. Jáuregui
- La candidata (2016-2017) - Lic. Morales
- Yago (2016) - Jonás Guerrero
- Yo no creo en los hombres (2014-2015) - Fermín Delgado
- Como dice el dicho (2014) - Ramiro / Roberto
- Porque el amor manda (2013) - Sr. Rivadeneira (Padre de Rogelio y Fernando)
- Cachito de cielo (2012) - Ezequiel
- Esperanza del corazón (2011-2012) - Orvañanos
- El encanto del águila (2011) - José Yves Limantour
- Teresa (2010-2011) - Don Armando Chávez
- Gritos de muerte y libertad (2010) - Juez Berazueta
- Locas de amor (2010) - Dr. Hevia
- Alma de hierro (2008-2009) - Rafael
- Hermanos y detectives (2009) - Palafox
- S.O.S.: Sexo y otros secretos (2008) - Lázaro
- Mujeres asesinas (2008) - José Esquivel
- Los simuladores (2008) - Luque
- Amor mío (2006-2008) - Rubén Velasco
- Sombreros (2005) - Reynold Rames
- Pablo y Andrea (2005) - Sabás
- CLAP (2003) - Jorge
- Clase 406 (2003) - Jorge Riquelme
- Tu historia de amor (2003) - Benjamín
- El juego de la vida (2001-2002) - Ignacio de la Mora
- Locura de amor (2000) - Alonso Ruelas
- Amor gitano (1999) - Martín
- Cuentos para solitarios (1999) - Jefe
- Rencor apasionado (1998) - Otto
- La antorcha encendida (1996) - Fray Vicente de Santa María
- Lazos de amor (1995) - Samuel Levy
- Si Dios me quita la vida (1995) - Pablo García
- Agujetas de color de rosa (1994-1995) - Dr. Jorge Belascoarán
- El vuelo del águila (1994) - Melchor Ocampo
- Mujer, casos de la vida real (1994)
- Las secretas intenciones (1992) - José Manuel Curiel
- Vida robada (1991) - Ernesto
- Cadenas de amargura (1991) - Armando Gastelum
- Hora marcada (1990) - Doctor

### Películas
- Amores incompletos (2022)
- Perdida (2019) - Benítez
- Lady Rancho (2019)[7]
- Elvira, te daría mi vida pero la estoy usando (2015)
- Cantinflas (2014)
- Tlatelolco, verano de 68 (2013) - Abuelo Flavio
- Morelos (2013) - Obispo Antonio
- Espacio interior (2012) - Don Pedro
- Alucardos, retrato de un vampiro (2011)
- Amar no es querer (2011) - Papá
- El efecto tequila (2010)
- De día y de noche (2010) - Abraham
- Hidalgo: La historia jamás contada (2010) - Obispo
- El atentado (2010) - Ortiz Monasterio
- Somos lo que hay (2010) - Director de la funeraria
- La última y nos vamos (2009) - Germán
- Cinco días sin Nora (2008) - Dr. Alberto Nurko
- Cañitas. Presencia (2007) - Pastor Lara
- Más que a nada en el mundo (2006) - Héctor
- La última noche (2005) - Papá Fernando
- Corazón de melón (2003) - Arturo
- Zurdo (2003) - Árbitro
- Francisca (2002)
- Corazones rotos (2001) - Compadre
- Todo el poder (2000) - Lic. Luna
- Sexo por compasión (2000) - Padre Anselmo
- La ley de Herodes (1999) - Ramírez
- Un dulce olor a muerte (1999) - "La amistad"
- El cometa (1999) - El Mayor
- Cilantro y perejil (1998) - Arizmendi
- El evangelio de las maravillas (1998)
- AR-15 Comando Implacable II (1997) - Sam
- Alta tensión (1997)
- Los vuelcos del corazón (1996)
- Crímenes de pasión (1995) - René Gamboa
- Juego limpio (1995) - Francisco
- Desiertos mares (1995) - Joaquín, padre de Juan
- Espíritus (1995)
- Perfume, efecto inmediato (1994)
- Una buena forma de morir (1994)
- La reina de la noche (1994) - Araujo
- Peligro inminente (1994) - Cortez
- Mujeres infieles (1993)
- Cronos (1993)
- Miroslava (1993) - Dr. Pascual Roncal
- Fray Bartolomé de las Casas (1993)
- Playa azul (1992) - Licenciado
- Gertrudis (1992) - Padre Miguel Hidalgo
- Modelo antiguo (1992) - Fernando Rivadeneira
- Cómodas mensualidades (1992) - Domínguez
- Mujer de cabaret (1991)
- La mujer de Benjamín (1991) - Paulino
- La leyenda de una máscara (1991) - Bustos
- Crimen imposible (1990)
- Las buenas costumbres (1990) - Armando Gómez
- Justiciero callejero (1990)
- Días difíciles (1987) - Lic. Ramos
- Machos y hembras (1987)
- Amor a la vuelta de la esquina (1986)
- Chido Guan, el tacos de oro (1986) - Manrique
- Damiana (1978) - Mario

### Teatro
- Después del ensayo
- Jugadores
- Tiro de gracia
- De película
- Grande y Pequeño
- Orquesta de señoritas
- Entre Villa y una mujer desnuda
- La guía de turistas
- María Estuardo
- No te preocupes, ojos azules
- Sueños de un seductor
- La dama de negro

## Premios y nominaciones

### Premios Cartelera
| Año  | Categoría   | Obra               | Resultado |
| ---- | ----------- | ------------------ | --------- |
| 2017 | Mejor actor | Después del ensayo | Nominado  |